# Badecon-le-Pin
Badecon-le-Pin è un comune francese di 760 abitanti situato nel dipartimento dell'Indre nella regione del Centro-Valle della Loira.

## Società

### Evoluzione demografica
Abitanti censiti